# Moojenodesmus wellingtoni
Moojenodesmus wellingtoni är en mångfotingart som beskrevs av Sergei I. Golovatch 1994. Moojenodesmus wellingtoni ingår i släktet Moojenodesmus och familjen Fuhrmannodesmidae. Inga underarter finns listade i Catalogue of Life.